# Erinnerungsstätte Lager Weyer/Innviertel

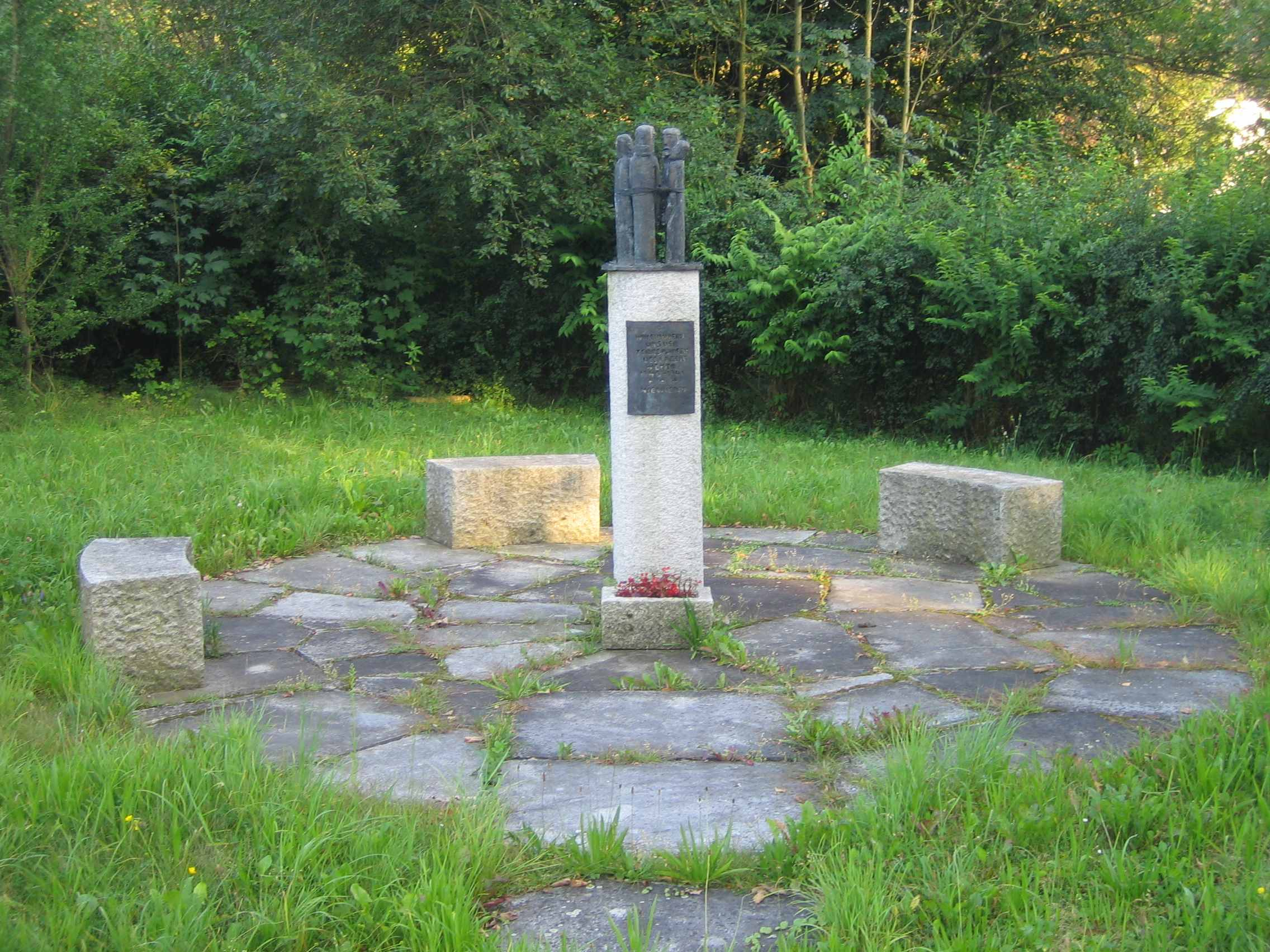
Denkmal an die Opfer des Arbeitserziehungs- und Zigeuneranhaltelagers St. Pantaleon-Weyer

Die Erinnerungsstätte Lager Weyer/Innviertel ist ein Mahnmal zur Erinnerung an das ehemalige Arbeitserziehungs- und Zigeuneranhaltelager St. Pantaleon-Weyer. Das Lager lag in Weyer, einem Gemeindeteil von Haigermoos, welches bis 1945 St. Pantaleon angegliedert war. Die Stätte steht unter Denkmalschutz (Listeneintrag).

## Lagergeschichte
Das DAF-Lager wurde 1940 von Gauleiter August Eigruber als Arbeitslager eingerichtet. Die Insassen, meist Bürger der Umgebung, wurden zu Entwässerungsarbeiten an der Moosach herangezogen. Das Lagerpersonal wurde von SA-Männern der Gruppe Alpenland aus der Gemeinde gestellt. Nachdem kurz nacheinander fünf Häftlinge an den Folgen von Misshandlungen starben, erstattete der Gemeindearzt von St. Pantaleon Dr. A. St. Anzeige und die Staatsanwaltschaft Ried erhob Anklage gegen Lagerleitung und Wachmannschaft. Das Arbeitslager wurde Anfang 1941 als Arbeitslager geschlossen und das Verfahren auf Weisung eingestellt. 
Nun wurde das Lager als Zigeuneranhaltelager genutzt. Vorwiegend österreichische (darunter auch im Innviertel geborene) Roma, nun auch Frauen und Kinder, wurden hier interniert und bei der Ibm-Waidmooser Entwässerung eingesetzt. 
Im November 1941 wurde das Zigeuneranhaltelager aufgelöst, die überlebenden 301 Häftlinge wurden in Bürmoos in Viehwaggons verladen und nach einem kurzen Zwischenaufenthalt im burgenländischen Zigeuner-Anhaltelager Lackenbach ins Ghetto Litzmannstadt transportiert.

## Mahnmal
Die Gemeinde St. Pantaleon erinnert mit diesem Mahnmal auch an die eigene Verantwortung als damals zuständige Verwaltung, zumal viele der Gräueltaten auch auf dem Ortsgebiet der Gemeinde stattfanden. Das Mahnmal an der Moosach wurde vom Bildhauer Dieter Schmidt aus Fridolfing gestaltet und am 24. Juni 2000 eingeweiht. Das Mahnmal befindet sich auf dem Gebiet der heutigen Gemeinde St. Pantaleon, nicht auf dem Gelände des Lagers Weyer, das zur heutigen Gemeinde Haigermoos gehört.

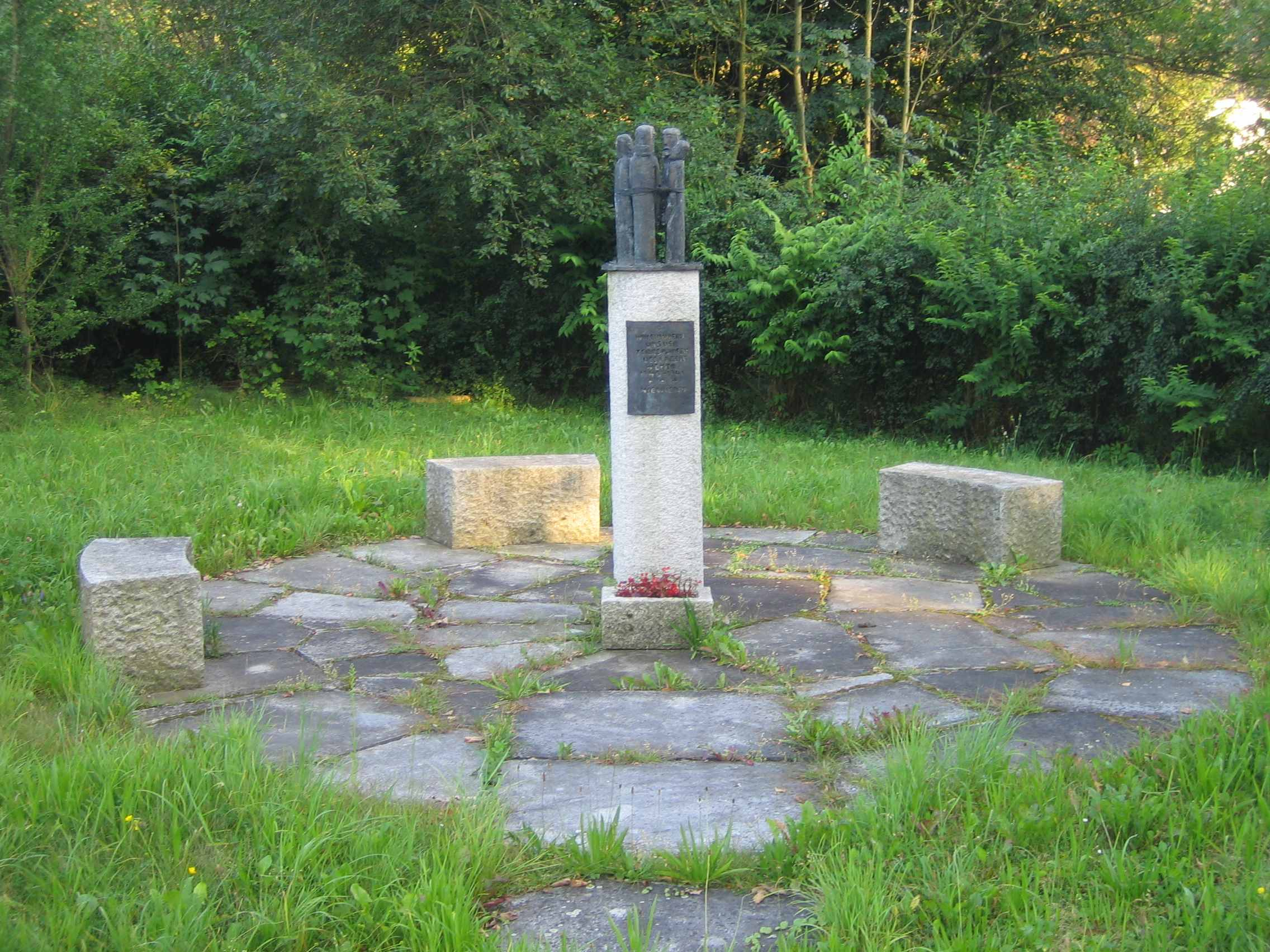
Denkmal
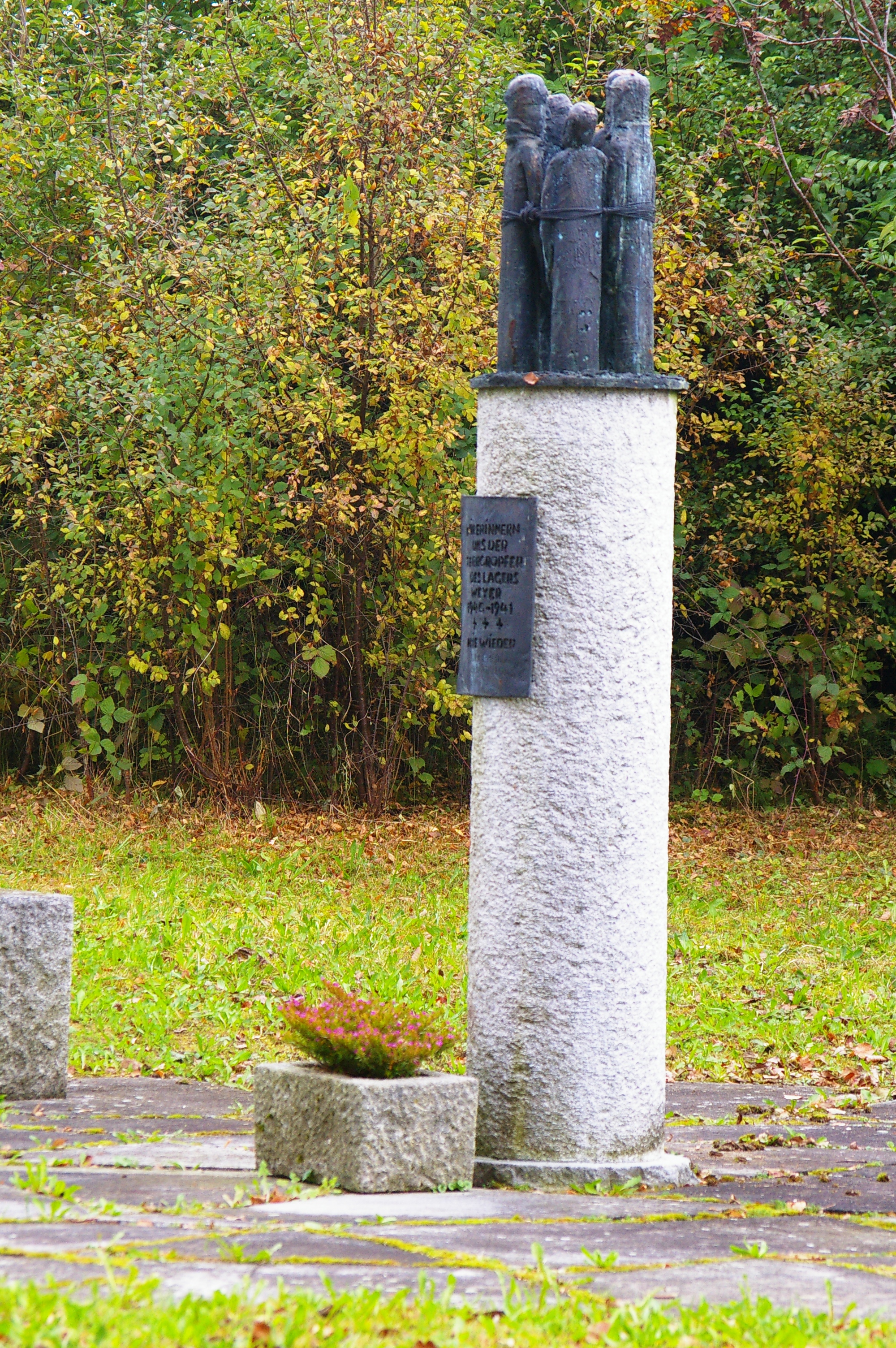
Denkmal
Denkmal und Gedenktafel
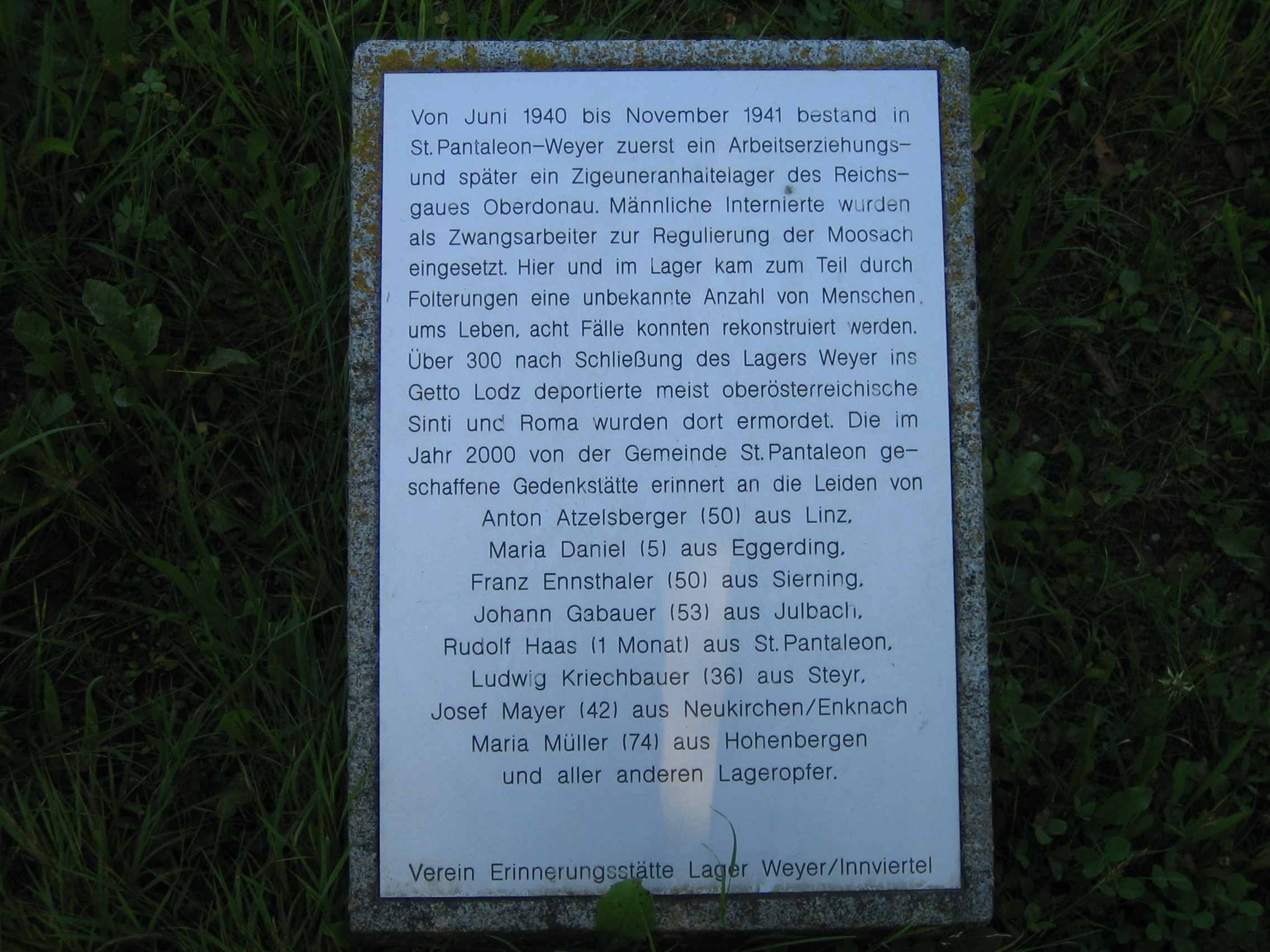
Gedenktafel mit einer kurzen Geschichte des Lagers
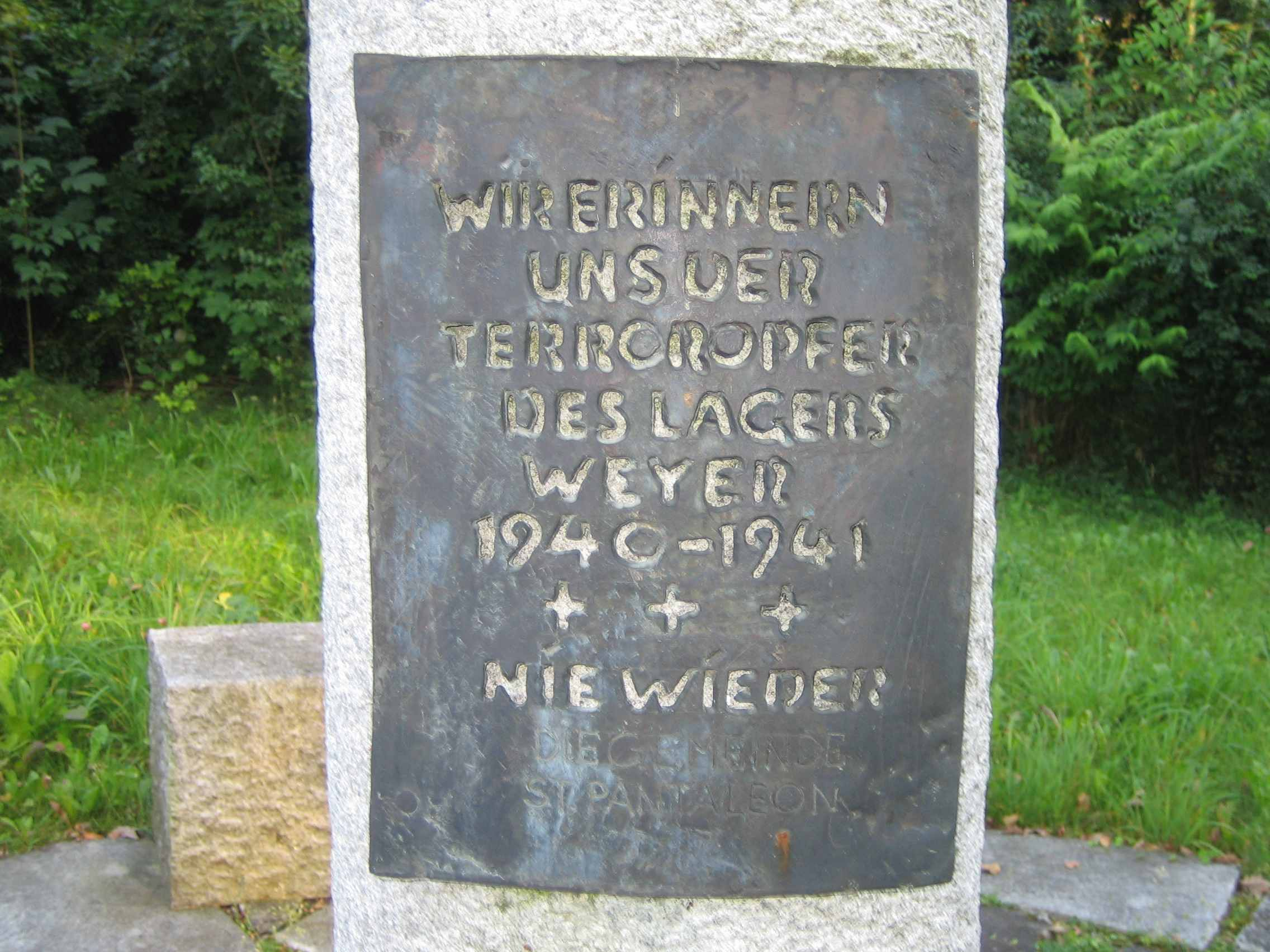
Tafel am Denkmal

## Brücke der Erinnerung
Eine unscheinbare Brücke, die in unmittelbarer Nähe zum ersten Lager über die Moosach führt und St. Pantaleon mit St. Georgen verbindet, wurde 2009 von den beiden Bürgermeistern Herbert Huber und Friedrich Amerhauser auf Anregung von Andreas Maislinger zur „Brücke der Erinnerung“ erklärt. Die Aktion harmoniert mit einer bezirksweiten Initiative: der gesamte Bezirk Braunau am Inn, der das Negativ-Image als „Heimatkreis des Führers“ abschütteln will, begrüßt nun Besucher auf Grenztafeln als „Friedensbezirk“. 2006 wurde vom österreichischen Gedenkdienst angeregt, „Stolpersteine“ in zahlreichen weiteren Orten im Bezirk zu verlegen.